# 汪应庚
汪应庚（1680年—1742年）字上章，号云谷，清代著名盐商、慈善家，徽州府歙县潜口人，侨寓扬州经营盐业成为巨富，任两淮盐务总商。
汪应庚以热心公益著称：
1. 乾隆三年（1738年），扬州府旱灾，汪应庚捐银47310两，设立粥厂赈济灾民。
2. 同年又在西北郊古雷塘捐建石桥，
3. 又出资白银47000两，重修江都、甘泉学宫，并出资13000银两购置1500亩学田。
4. 仪征育婴堂于1741年重建，淮商汪应庚助给经费。
5. 乾隆七年（1742年）扬州府水灾，汪应庚出资6万银两救济灾民，
6. 在焦山与瓜洲之间的长江江面设救生船，并悬赏救护溺水者。

汪应庚“处心积虑，常以汲汲济人利物为心。……在扬则施棺櫘、给絮袄、设药局、济回禄、拯溺舟、育遗婴；海啸为灾，作糜以赈；江湖迭涨，安集流离；时疫疠继作，更备药饵，疗活无算。复运米数万石，使其得哺以待麦稔，是举计存活九万余人。”
雍正十一年，汪应庚授“光禄寺少卿”。
在其家乡徽州潜口，现存一座恩褒四世坊，表彰汪复祖、汪修业、汪应庚、汪起一家四代人，建于清乾隆五年。背面匾额刻“卿月郎星”4字，分别指汪应庚和其子汪起的官职“光禄寺少卿”和“刑部湖广司郎中”。

## 家庭
- 汪起，汪应庚之子，剜股为父疗病，被奉为“至孝”的典范，于雍正六年，其子授刑部湖广司郎中[5]。汪应庚寄书京邸告诫：“刑法至重，鞠讯维严，哀矜勿喜，汝为司属，宜殚心明慎，无偏执，无袒狥，务期研求再四而后安。”[6]